# Atracodes longifrons
Atracodes longifrons är en insektsart som beskrevs av Ronald Gordon Fennah 1965. Atracodes longifrons ingår i släktet Atracodes och familjen Flatidae. Inga underarter finns listade i Catalogue of Life.